# Базілдон
Базілдон (англ. Basildon) — місто в графстві Ессекс, Англія. Центр однойменного району неметропольного графства. Населення — 169 822 осіб (2010 рік).

## Історія
Базілдон став одним з восьми «Нових міст», відбудованих у відповідності з законодавчим актом 1946 року в Південно-Східній частині Англії. Сюди із зруйнованих війною нетрів внутрішнього Лондона переїжджали сім'ї робітників.

## Географія
Розташований за 18 км на південь від Челмсфорда — головного міста графства Ессекс. Відстань до Лондона невелика, поїздка до нього триває близько 40 хвилин.

## Транспорт
Базілдон пов'язаний залізничною гілкою «Лондон, Тилбері та Southend», що обслуговується компанією c2c, зі станцією Фенчерч Стріт у Лондоні, а також із Саутендом, Тарроком та іншими районами Ессекса.

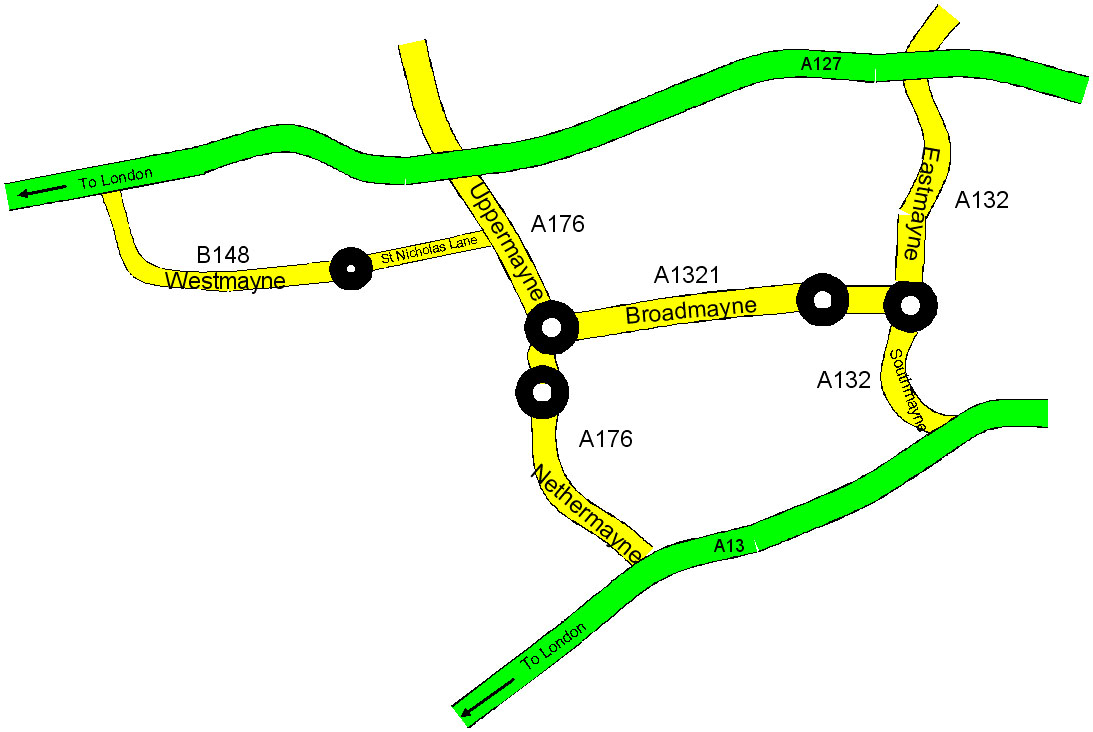
Автодороги «A127» і «A13» на карті Базілдона

Основні шляхи автомобільного сполучення — автодороги «A127» і «A13». «A127» проходить у північній частині міста і з'єднує Ромфорд в Лондоні і Саутєнд-он-Сі. «A13» проходить у південній частині міста, з'єднує центр Лондона з містечком Шоберинес в південно-східній частині Ессекса.

## Політика
Базілдон є центром однойменного району в неметропольному графстві Ессекс. В цей район, крім Базілдона, входять міста Білерикей з населенням понад сорок тисяч осіб, Уікфорд — понад тридцять тисяч, Пітси — близько двадцяти п'яти тисяч.

## Культура
- У Базілдоні в 1980 році була заснована група «Depeche Mode». Через рік, у 1981 році, один із засновників "Depeche Mode Вінс Кларк пішов з групи і організував колектив «Yazoo».
- C 1984 по 1998 роки в Базілдоні перебував спиртзавод, що виробляв джин Gordon's.
- У 2003 році в місті був заснований музичний проект «Kunt and the Gang», епатуючий публіку синглами з непристойними назвами на кшталт «Use My Arsehole As A Cunt (The Nick Clegg Story)» і «Fucksticks».

## Відомі жителі
- Брайен Біло — переможець восьмого сезону реаліті-шоу «Великий Брат».
- Девід Гаан — фронтмен групи «Depeche Mode».
- Мартін Гор — композитор, автор пісень, гітарист, клавішник, вокаліст, один із засновників групи «Depeche Mode».
- Фредді Іствуд — футболіст, нападник клубів «Southend Юнайтед» і «Ковентрі Сіті».
- Майкл Кайтлі — футболіст, півзахисник клубів «Вулверхемптон Вондерерс» та «Грейс Атлетик».
- Даррен Каски — футболіст, півзахисник клубів «Редінг» і «Ноттс Каунті».
- Вінс Кларк — музикант, автор пісень, один із засновників груп «Depeche Mode» і «Yazoo».
- Террі Марш — боксер, чемпіон у легкій вазі за версією ABA.
- Елісон Мойе — вокалістка, одна із засновників групи «Yazoo».
- Денис ван Оутен — виконавиця ролі Роксі Харт в мюзиклі «Чикаго».
- Скотт Робінсон — учасник бой-бенду «5ive».
- Кара Тоінто — актриса, переможниця восьмого сезону танцювального шоу «Strictly Come Dancing».
- Джеймс Томкінс — футболіст, захисник клубу «Вест Хем Юнайтед».
- Ендрю Джон Флетчер (Флетч) — клавішник, один із засновників групи «Depeche Mode».